# 鄭東星
鄭 東星（チョン・ドンソン、朝鮮語: 정동성、1939年7月8日 - 1999年8月5日）は、大韓民国の政治家。第10・11・12・13代韓国国会議員。第8代体育部長官。本貫は慶州鄭氏。

## 経歴
日本統治時代の京畿道驪州郡に生まれ。慶熙大学校政治科、同大学院卒。在学中に全国大学生総連合会議長を務めた。ケース・ウェスタン・リザーブ大学大学院を経て、アリゾナ州立大学大学院政治学修士。1997年に慶熙大学校で政治学博士号を取得した。
ソウル製鋼常務を経て、1971年2月に民主共和党中央委員となった。1978年の第10代総選挙に民主共和党の公認で立候補して当選し、国会議員となった。国会議員を4期務めたほか、民主共和党青年分科委員長、民主共和党京畿道4地区党委員長、民正党総裁秘書室長・京畿道党委員長、国会交通逓信委員長・商工委員長・内務委員長、民正党院内総務を歴任した。また、1990年3月19日から同年12月26日まで第8代体育部長官を務め、南北統一サッカー大会総引率団長として平壌を訪問した。1992年の第14代総選挙で落選した後、政界に復帰したことがなく、独立記念館理事、カトリック大建会会長、韓国史学法人連合会第19代会長、韓国専門大学法人協議会第8代会長を歴任したほか、教育事業にも参加し、世宗奨学会理事長、東信教育財団理事長、驪州大学校の設立者兼理事長、学長を務めた。
1999年8月5日、持病により60歳で死去した。